# Moscow Internet Exchange
 (novembre 2015).
Si vous disposez d'ouvrages ou d'articles de référence ou si vous connaissez des sites web de qualité traitant du thème abordé ici, merci de compléter l'article en donnant les références utiles à sa vérifiabilité et en les liant à la section « Notes et références ».

Logo du Moscow Internet Exchange,

Le Moscow Internet Exchange (MSK-IX) est le principal point d'échange Internet de Russie. Il a été fondé en 1995.

## Référence
1. ↑  (ru) « MSK-IX », sur Мультисервисные платформы MSK-IX (consulté le 8 octobre 2023).
2. ↑  « MSK-IX - Russia », sur Cloudscene (consulté le 9 août 2020).